# Norrbo distrikt
Norrbo distrikt är ett distrikt i Hudiksvalls kommun och Gävleborgs län. Distriktet ligger omkring Hålsjö i nordöstra Hälsingland. 

## Tidigare administrativ tillhörighet
Distriktet inrättades 2016 och utgörs av Norrbo socken i Hudiksvalls kommun.
Området motsvarar den omfattning Norrbo församling hade 1999/2000.

## Tätorter och småorter
I Norrbo distrikt finns tre småorter men ingen tätort. 

### Småorter
- Gammelsträng
- Hålsjö
- Norrbobyn